# 三重県立志摩病院
三重県立志摩病院（みえけんりつしまびょういん）は、三重県志摩市にある病院。志摩地方唯一の総合的医療機関であり、外来診療棟屋上に患者運搬用のヘリポートを設置するなど、最新設備が整っており、志摩市のみならず、鳥羽市南部、南伊勢町の二次救急を担っている。また、三重県南部の病院で唯一精神病床を有しているほか、へき地医療拠点病院や災害拠点病院に指定されている。

## 概要
かつての志摩地方では各地区の医院以外に総合的な医療機関が無く、各医院で処置できない患者は、度会郡御薗村（現・伊勢市御薗町）の山田赤十字病院（現・伊勢赤十字病院）まで運ぶ必要があった。しかし、当時の交通事情では患者の輸送が困難であったため、1926年（大正15年）、地元有志の尽力により高砂病院が開院する。第二次世界大戦後、日本医療団に譲渡され志摩地方病院となるが、1948年（昭和23年）の日本医療団解散に伴い、三重県に移譲され三重県立志摩病院となる。その後、施設等が高度化されることにより、志摩地方唯一の総合医療機関としての役割を果たしている。

## 沿革
- 1924年（大正13年）10月 - 病院設立発起人会開催[2]。
- 1925年（大正14年）4月 - 設立総会開催、名称を株式会社高砂病院とする[2]。
- 1926年（大正15年）8月 - 本館・第一病棟完成。ベッド数30、職員15人で開院[3]。
- 1927年（昭和2年）9月 - 第二病棟（結核病棟）完成[2]。
- 1927年（昭和2年）10月 - 第三病棟完成[2]。
- 1930年（昭和5年）4月 - 三重県指定看護婦養成所併設[2]。
- 1930年（昭和5年） - レントゲン室完成[2]。
- 1931年（昭和6年）6月 - 院長住宅完成[2]。
- 1936年（昭和11年）3月 - 産婦人科診療室および手術室完成[2]。
- 1937年（昭和12年） - 第二病棟移築。第五病棟完成[2]。
- 1940年（昭和15年） - 第六病棟完成。5棟50室、収容人員80人。看護婦寄宿舎完成。志摩郡町村組合隔離病棟完成[2]。
- 1945年（昭和20年）9月 - 日本医療団志摩地方病院となる[2]。
- 1948年（昭和23年）11月1日 - 日本医療団解散により、三重県立志摩病院として発足[4]。ベッド数90（一般47・伝染病13・結核30）[2]。
- 1951年（昭和26年）10月 - 病棟、レントゲン室新築[2]。
- 1954年（昭和29年）8月 - 結核病棟二階建て完成。ベッド数124（一般41・伝染病25・結核58）[2]。
- 1957年（昭和32年）4月 - 手術棟新築および病棟一部改築。ベッド数126（一般68・結核58）[2]。
- 1959年（昭和34年）6月 - 第一病棟鉄筋二階建て完成。中央検査室、放射線治療室完成[2]。
- 1961年（昭和36年）3月 - 第三、第五病棟鉄筋二階建て完成[2]。
- 1962年（昭和37年）4月 - 志摩准看護婦学校併設[2]。
- 1962年（昭和37年）5月15日 - 精神科病棟（50人収容）完成[5]。
- 1963年（昭和38年）11月 - 新本館増築[2]。
- 1964年（昭和39年）4月 - 看護婦宿舎鉄筋三階建て完成[2]。
- 1964年（昭和39年）5月 - 総合病院の名称承認される[2]。
- 1964年（昭和39年） - 精神科病棟50ベッド増築[2]。
- 1966年（昭和41年）5月27日 - 救急病院等を定める省令に基づき、救急病院告示[6]。
- 1966年（昭和42年）1月1日 - 三重県病院事業条例が施行、志摩病院の診療科目は内科・外科・小児科・産婦人科・整形外科・皮膚泌尿器科・眼科・耳鼻咽喉科・精神科・放射線科、病床数378（一般204・結核44・伝染30・精神100）[7]。
- 1970年（昭和45年）4月1日 - 結核病床を44床から30床に変更[8]。病床数364（一般204・結核30・伝染30・精神100）、職員171人[1]。
- 1976年（昭和51年）7月 - 結核病床（30床）を全廃、一般病棟を204床から234床に変更。病床数364（一般234・伝染30・精神100）[9]。
- 1977年（昭和52年）3月28日 - 皮膚泌尿器科を皮膚科、泌尿器科に分科[10]。
- 1977年（昭和52年）10月 - 病院群輪番制病院[11]。
- 1979年（昭和54年）2月 - 外来診療棟鉄筋六階建て増改築[11]。
- 1987年（昭和62年）1月 - 病棟・管理・検査棟改築工事着手[11]。
- 1988年（昭和63年）3月 - 病棟鉄筋地下二階、地上四階完成[11]。
- 1988年（昭和63年）4月1日 - 一般病棟を234床から250床、伝染病病床を30床から10床に変更。病床数360（一般250・伝染10・精神100）[12]。
- 1989年（平成元年）3月 - 管理・検査棟地下一階、地上二階完成[11][13]。
- 1990年（平成2年）4月 - 精神病棟改築着手[11]。
- 1991年（平成3年）3月 - 精神病棟完成[11]。
- 1991年（平成3年）8月 - 病院整備事業完了[11]。
- 1992年（平成4年）7月 - 特定集中治療管理室完成[11]。
- 1993年（平成5年）3月 - 駐車場拡張（101台）[11]。
- 1994年（平成6年）9月 - 西診療棟（人工透析室、MRI室）鉄筋三階建て完成[1]、同年9月17日に診療開始[14]。
- 1999年（平成11年）4月 - 公営企業法全部適用[15]。
- 1999年（平成11年）11月1日 - 伝染病病床（10床）を全廃。病床数350（一般250・精神100）[16]。
- 1999年（平成11年）12月 - シネアンギオ室完成 [15]。
- 2000年（平成12年）2月 - 循環器科開設[17]。
- 2001年（平成13年）4月1日 - 脳神経外科開設[18]。
- 2003年（平成15年）1月1日 - 神経内科開設[19]。診察開始は同年1月6日から[20]。
- 2003年（平成15年）4月 - へき地医療拠点病院指定[15]。
- 2003年（平成15年）10月 - 臨床研修病院指定[15]。
- 2004年（平成16年）7月 - 災害拠点病院指定[21]。
- 2004年（平成16年）10月18日 - 日本医療機能評価機構認定病院指定（一般・精神200床以上500床未満）[22]。
- 2005年（平成17年）4月3日 - 志摩医師会会員による休日応急診療業務開始[23]。
- 2005年（平成17年）4月4日 - 大腸センター開設[23]。
- 2006年（平成18年）1月 - 立体駐車場（238台）完成。同年1月23日より供用開始[24]。
- 2006年（平成18年）11月 - 産婦人科分娩休止[25][26]。
- 2006年（平成18年）12月 - 精神作業療法棟完成[15]。
- 2007年（平成19年）1月 - 神経内科休診[27]。
- 2007年（平成19年）1月5日 - 緩和ケア外来開設[27]。
- 2007年（平成19年）3月22日 - 産婦人科分娩再開[28][29]
- 2007年（平成19年）9月3日 - 外来診療棟供用開始[30]。
- 2008年（平成20年）3月 - 外来診療棟全体工事完了[31]。
- 2008年（平成20年）7月1日 - 小児科の救急外来と入院診療を休止[32]。厚生労働省が定めるDPC対象病院となる[33][34]。
- 2009年（平成21年）3月16日 - 産婦人科休診[35]。
- 2010年（平成22年）4月1日 - 産婦人科一部再開
- 2012年（平成24年）4月1日 -  公益社団法人地域医療振興協会の指定管理となる。[36]。

## 診療科目
- 内科
- 循環器科
- 外科
- 脳神経外科
- 小児科
- 産婦人科
- 整形外科
- 皮膚科
- 泌尿器科
- 眼科
- 耳鼻咽喉科
- 神経内科（休診中）
- 精神科
- 放射線科
- 緩和ケア科

## 医療機関の指定等
- 三重県災害拠点病院

## 交通機関アクセス
- 近鉄志摩線 志摩横山駅から約300m（徒歩で約5分）。
- 三重交通バス・磯部地域予約運行型バス「志摩病院」停留所下車。